# San José (Cañazas)
San José es un corregimiento del distrito de Cañazas en la provincia de Veraguas, República de Panamá. La localidad tiene 1.936 habitantes (2010).